# Jürgen May (Politiker)
Jürgen May (* 12. Februar 1950 in Walldorf) ist ein hessischer Politiker (SPD) und war von 1988 bis 2008 Abgeordneter des Hessischen Landtags.

## Ausbildung und Beruf
Nach dem Abitur im Jahre 1968 studierte May Lehramt Biologie/Chemie und arbeitete ab 1973 als Lehrer.

## Politik
Er ist Mitglied der SPD und war dort von 1997 bis 2003 Vorsitzender des SPD-Unterbezirks Groß-Gerau.
Er war von 1977 bis 2008 Mitglied des Kreistags Groß-Gerau, von 1985 bis 2001 Vorsitzender der SPD-Kreistagsfraktion und von 2001 bis zuletzt Kreistagsvorsitzender.
Abgeordneter im Hessischen Landtag war May seit dem 31. Juli 1988, als er für seinen Parteifreund Erwin Lang nachrückte, und dort Vorsitzender des Ausschusses für Umweltfragen vom 10. Februar 1998 bis 4. April 1999 und des Haushaltsausschusses seit dem 5. April 2003. Weiterhin war er stellvertretender Vorsitzender des Haushaltsausschusses vom 5. April 1995 bis Februar 1998 sowie des Unterausschusses für Heimatvertriebene, Aussiedler, Flüchtlinge und Wiedergutmachung vom 5. April 1991 bis April 1994. Er wurde bei den Landtagswahlen 1991, 1995 und 1999 im Wahlkreis Groß-Gerau II und bei der 2003, als er dem CDU-Kandidaten Rudolf Haselbach im Wahlkreis unterlag, über die SPD-Landesliste gewählt. Zur Landtagswahl 2008 verzichtete er auf eine erneute Kandidatur.